# Rue Saint-Hippolyte
La rue Saint-Hippolyte est une voie située dans le quartier Croulebarbe du 13e arrondissement de Paris.

## Situation et accès
La rue Saint-Hippolyte est desservie à proximité par la ligne 7 à la station Les Gobelins.

## Origine du nom
Cette rue doit son nom à l'ancienne église Saint-Hippolyte qui était située dans cette rue. 

## Historique

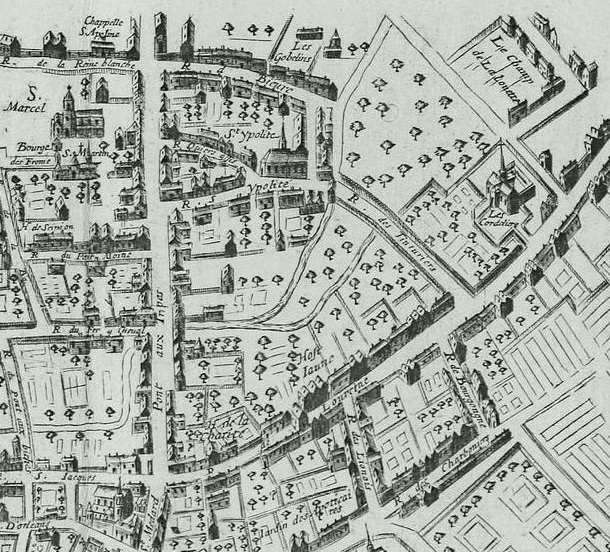
Les anciennes rues Saint-Hippolyte et des Teinturiers en 1648.

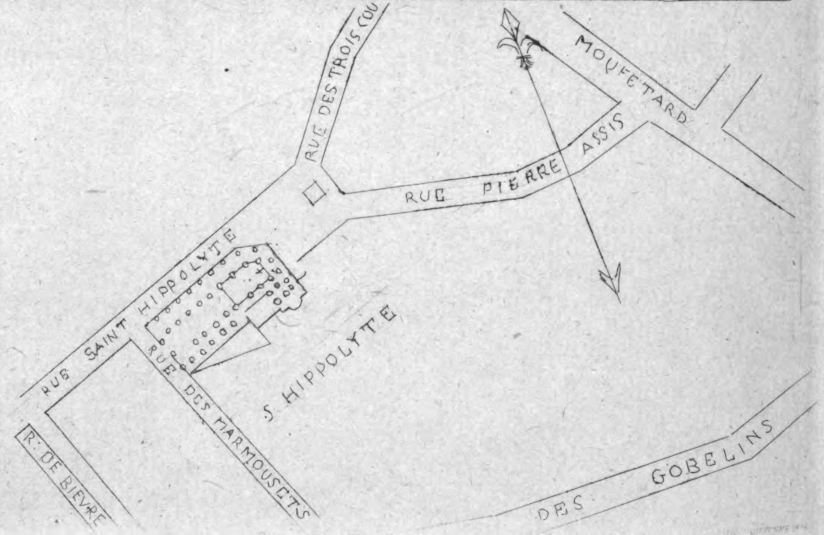
Partie disparue de la rue Sainte-Hippolyte. Etat avant l'aménagement du secteur sous Haussmann. Plan reconstitué en 1866. La flèche indique le sud.

Cette très ancienne rue, dont l'existence remonte au XIIe siècle, est successivement nommée « rue de l'Archet », « rue du Navet », « rue des Trois-Bouteilles », puis, vers le XVIe siècle, « rue des Teinturiers » en raison de la présence de cette corporation aux abords de la Bièvre. Les teintureries furent déplacées plus haut dans le faubourg Saint-Marcel par décret en 1673.
Une petite section de la rue, entre la rue Pierre-Assis (disparue) et la rue Mouffetard (aujourd'hui avenue des Gobelins) est renommée rue des Trois-Couronnes-Saint-Marcel au XVIIe siècle.
Son tracé est modifié plusieurs fois au cours des siècles pour prendre sa topographie actuelle lors de l'ouverture du boulevard Arago vers 1857. La rue tire son nom actuel de l'ancienne église Saint-Hippolyte, aujourd'hui détruite et reconstruite avenue de Choisy.

## Bâtiments remarquables et lieux de mémoire

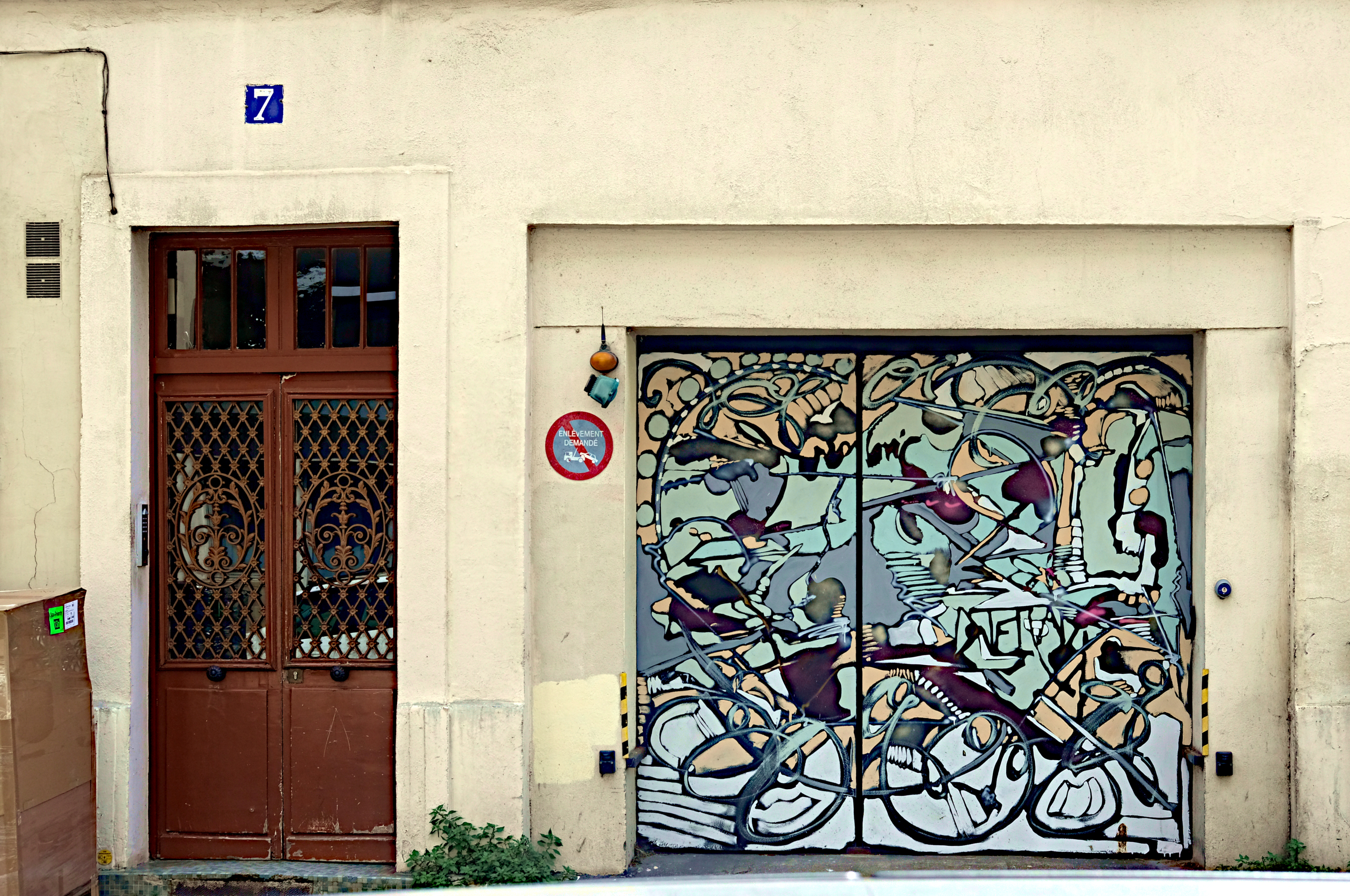
Rue Saint-Hippolyte (porte du n°7).

- Au no 17, le centre René-Cassin construit entre 1987 et 1990, l'un des sites du Campus Port-Royal de la faculté de droit de l'université Paris-1 Panthéon-Sorbonne[4].
- L'îlot délimité par le boulevard de Port-Royal, la rue Broca, la rue Saint-Hippolyte et la rue de la Glacière occupe l'emplacement de l'ancienne caserne Lourcine. Après des travaux de réaménagement, le centre Lourcine fait également partie, depuis 2019, du Campus Port-Royal[4].